# Кащеєв Борис Леонідович
Кащеєв Борис Леонідович (нар. 8 березня 1920, Харків — 15 січня 2004, Харків) — український науковець, піонер досліджень метеорних слідів радарними методами, засновник і керівник проблемної науково-дослідної лабораторії радіотехніки. Доктор технічних наук (1964), професор Харківського національного університету радіоелектроніки (1971), Заслужений діяч науки УРСР (1980), лавреат Премії НАН України ім. М. П. Барабашова за монографію «Метеори і метеорна речовина» (1994).

## Біографія
Борис Кащеєв народився 8 березня 1920 року (за іншими джерелами 9 березня) у місті Харкові.
Після закінчення середньої школи 1938 року вступив до Ленінградського політехнічного інституту імені М. І. Калініна за фахом радіофізика. 1939 року присуджено Сталінську стипендію.
З 1941 по 1944 роки воював на Південно-Західному, Воронезькому, Донському та 1-му Українському фронтах. 1943 року його нагороджено медаллю «За оборону Сталінграда».
1946 року з відзнакою закінчив Харківський електротехнічний інститут і вступив до аспірантури за фахом радіофізика.
Захистив дисертацію на здобуття вченого ступеня кандидата технічних наук. 1952 року присвоєно вчений ступінь кандидата технічних наук.
Від 1949 по 1956 роки працював на кафедрі основи радіотехніки Харківського політехнічного інституту на посадах асистента, старшого викладача, доцента. 1956 року призначено завідувачем кафедри.
1963 року захистив дисертацію на здобуття вченого ступеня доктора технічних наук.
1965 року затверджений у вченому званні професора кафедри «Основ радіотехніки» (ОРТ).
1971 року відбулось переведення кафедри ОРТ (з науково-дослідною лабораторією) до Харківського інституту радіоелектроніки (ХІРЕ).
1980 року йому було присвоєно Почесне звання «Заслужений діяч науки Української РСР».
15 січня 2004 року перестало битися серце Б. Л. Кащеєва.

## Наукова діяльність
Брав участь у створенні першої іоносферної станції як складової багатоцільового геофізичного комплексу для досліджень атмосфери та припливу метеорної речовини Харківського національного університету радіоелектроніки (1956—1957), розташованого у Балаклійському районі Харківської області, який згідно з розпорядженням від 11 лютого 2004 року Кабінету Міністрів України віднесений до наукових об'єктів, що становлять національне надбання. Долучився до масштабної програми Міжнародного геофізичного року (1957—1958). Заснував та очолив Проблемну науково-дослідну лабораторію радіотехніки (1958).
З 1965 по 1991 роки — член редколегії республіканського міжвідомчого науково-технічного збірника «Радіотехніка» (Харків) та журналу «Бюллетень комиссии по кометам и метеорам астрономического совета АН СРСР» (м. Душанбе). З 1968 по 1970 роки затверджений науковим керівником Радянської екваторіальної метеорної експедиції — РЕМЕ (Сомалі).
У 1971—1999 роках — член спеціалізованої ради із захисту дисертацій (ХІРЕ-ХТУРЕ). У 1973—1991 роках — член Наукової Ради АН СРСР з питань статистичної фізики. У 1974—1991 роках — член Наукової Ради АН СРСР з комплексної проблеми «Розповсюдження радіохвиль». 1985 року — член редколегії журналу «Кинематика и физика небесных тел».
1993 року обраний почесним академіком АН прикладної радіоелектроніки Росії, України і Білорусі.
1995 року прийнятий у члени Європейського Астрономічного товариства. 1997 року — член редколегії журналу «Радиоэлектроника и информатика».
2000 року присвоєно звання почесного професора ХТУРЕ та почесного члена Української астрономічної асоціації.

## Нагороди та відзнаки
- Орден Трудового Червоного прапора (1976)
- Орден Вітчизняної війни ІІ ступеня (1985)
- Медаль «За трудову відзнаку» (1961)
- Медаль «За оборону Сталінграда» (1943)
- Медаль імені академіка С. П. Корольова
- Золота медаль Виставки досягнень народного господарства (ВДНГ) (1983, 1989)
- Премія НАН України імені М. П. Барабашова (1994)
- Пам'ятна медаль «На честь першого в світі польоту людини у космос»

## Публічне визнання
На честь Бориса Кащеєва названо малу планету 6811 Kashcheev (2000)

## Вшанування пам'яті
- На честь видатного науковця проводяться семінари. 30-31 березня 2020 було заплановано проведення семінару, присвяченого 100-річчю з дня народження Кащеєва Бориса Леонідовича. На розгорнутому сайті семінару [Архівовано 20 Жовтня 2020 у Wayback Machine.] зазначено терміни надання доповідей та буде опубліковано подальші дати його проведення.
- На сайті кафедри комп'ютерної радіоінженерії та систем технічного захисту інформації ХНУРЕ [Архівовано 1 Травня 2020 у Wayback Machine.] описано діяльність Кащеєва Б. Л. як лідера і засновника Наукової школи метеорної радіолокації.
- Відомості про наукову діяльність науковця містяться у книзі Харківський національний університет — LXXX Радіотехнічний факультет // Харківський національний університет — LXXX. — Видавничий центр «Логос Україна», 2011 [Архівовано 8 Серпня 2020 у Wayback Machine.].
- Науковою бібліотекою ХНУРЕ на базі відкритого архіву ElAr KhNURE [Архівовано 29 Травня 2020 у Wayback Machine.] створено тематичну колекцію Меморіальний архів проф. Кащеєва Б. Л. [Архівовано 12 Травня 2020 у Wayback Machine.] а також віртуальну виставку присвячену 100-річчю з дня народження.